# Fanzín
Un fanzín és una publicació temàtica amateur realitzada per aficionat, especialment música, cinema, còmic, ciència-ficció, etc. És un mot creuat d'origen anglosaxó fet de «fanàtic» (aficionat) i «magazine» (revista).
El desenvolupament d'aquesta activitat no sol anar acompanyat d'interessos econòmics, normalment, els editors, escriptors i altres col·laboradors d'articles o il·lustracions als fanzíns no es paguen. Tradicionalment, els fanzíns circulen de forma gratuïta, o per un cost nominal per sufragar les despeses de correu o de producció.
Un fanzín que ha passat a editar-se amb mitjans professionals es denomina prozine. Si hi ha un equip darrere de la seva publicació professionalitzat i arriba a obtenir beneficis, parlem ja d'una revista com a tal, encara que no hi hagi un grup editorial en això, una distribució nacional o internacional o una correcta gestió per establir el seu ISSN.

## Conceptes
El desenvolupament dels fanzins està lligat al dels mitjans d'edició de baix cost. Es deu a la multicopista i la fotocopiadora (que també han estat i són suports per a tota classe de fullets, pasquins i fulls volants revolucionaris i contraculturals).
Els problemes endèmics dels fanzins són: la seva dependència de les ganes desinteressades dels seus col·laboradors, en una feina no remunerada que s'ha d'obtenir del temps lliure; i els seus problemes per distribuir-se arribant al seu públic potencial. Els seus avantatges indiscutibles és comptar amb grans especialistes en la seva matèria, publicant de forma lliure i directa sense lligams ni interessos envers tercers.
Grans fites de la història del fanzín i el seu esperit són la generació d'autors underground dels anys 1960 i 1970 nord-americans i el text disponible a la xarxa en format copyleft. Sense el concepte del fanzín aquestes revolucions culturals no haurien estat possibles. Aquest esperit crític resistent a la producció cultural de masses també el trobem a la comunicació de guerrilla, i algunes accions de l'artivisme van lligades a fanzins.
Actualment, mitjans com Internet i la facilitat per maquetar en HTML han facilitat la distribució i el format, per la qual cosa l'edició de fanzins s'ha estès a la xarxa. Aquest tipus de fanzins electrònics es denomina ezin. No obstant això, el fanzín no és només una manera de difondre uns continguts; també té una estètica pròpia molt característica propera a alguns corrents artístics. Els contrastos impactants del blanc i el negre per saturació de tòner, les deformacions o el difuminat són efectes que han fascinat molts creadors d'obra gràfica. Entre d'altres, actualment podem trobar com a exponent d'aquest interès artístic en el fanzín al grup català Accneo Grup i la seva col·lecció de Fotocopiables. Altres fanzins: Fanhunter, Amaniaco, Universeven, Mondo Lirondo…
La Fanzinoteca és un projecte autogestionat amb seu a Barcelona i també un mòdul ambulant. Es tracta d'un projecte a mig camí entre la col·lecció, l'arxiu i l'espai de consulta de fanzins i edicions similars. Funciona com a lloc de trobada i com a espai de reflexió al voltant del món de les micropublicacions. Es desenvolupa des del desig de fer valer aquest format editorial com a paradigma de pràctica cultural lliure, autogestionada, mutant i diversa que resisteix a l'obsolescència tecnològica.